# Campeonato de España Femenino 1945
El Campeonato de España Femenino 1945 corresponde a la 3ª edición de dicho torneo. Se celebró el 13 de julio de 1945 en Madrid.
Esta fue la primera ocasión en la que el Campeonato femenino supuso un evento separado de la final masculina, que se disputó nueve días más tarde en Barcelona.
La discontinuidad fue uno de los rasgos principales de los primeros años de esta competición. En las primeras décadas, la Copa de la Reina con sus diferentes nomenclaturas dejó de disputarse durante varios periodos de tiempo por razones diversas coyunturales, a las que tampoco ayudaba un cierto punto de desinterés hacia la competición femenina por parte de los organismos rectores de la época. La competición se tomó un respiro tras la edición de 1945, para volver a aparecer en la década de los 50.

## Fase final
|  | Final                       |                             |    |  |
|  | 13 de julio                 |                             |    |  |
|  |                             |                             |    |  |
|  | Sección Femenina Centro     | Sección Femenina Centro     | 39 |  |
|  | Sección Femenina Centro     | Sección Femenina Centro     | 39 |  |
|  | Sección Femenina Buenavista | Sección Femenina Buenavista | 11 |  |
|  | Sección Femenina Buenavista | Sección Femenina Buenavista | 11 |  |

### Final
| 13 de julio | Sección Femenina Centro | 39–11   | Sección Femenina Buenavista |                  |  |
|             |                         |         |                             |                  |  |
|             |                         | Reporte |                             | Pabellón: Madrid |  |

| Ganadoras del Campeonato de España Femenino 1945 |
| ------------------------------------------------ |
| Sección Femenina Centro 2º título                |